# Zygothrica prodispar
Zygothrica prodispar är en tvåvingeart som beskrevs av Oswald Duda 1927. Zygothrica prodispar ingår i släktet Zygothrica och familjen daggflugor. Inga underarter finns listade i Catalogue of Life.